# Singles número um na Canadian Hot 100 em 2014
Este anexo lista os singles que alcançaram a primeira posição na Canadian Hot 100 em 2014. A tabela é publicada semanalmente pela revista Billboard que classifica as vendas físicas e digitais das canções no Canadá, além de sua popularidade nas rádios locais, a partir de dados recolhidos pela Nielsen SoundScan.

## Histórico
| Data            | Álbum                 | Artista                                | Referências |
| --------------- | --------------------- | -------------------------------------- | ----------- |
| 4 de janeiro    | "Timber‎"              | Pitbull com Kesha                      | [ 2 ]       |
| 11 de janeiro   | "Timber‎"              | Pitbull com Kesha                      | [ 3 ]       |
| 18 de janeiro   | "Timber‎"              | Pitbull com Kesha                      | [ 4 ]       |
| 25 de janeiro   | "Timber‎"              | Pitbull com Kesha                      | [ 5 ]       |
| 1º de fevereiro | "Timber‎"              | Pitbull com Kesha                      | [ 6 ]       |
| 8 de fevereiro  | "Counting Stars‎"      | OneRepublic                            | [ 7 ]       |
| 15 de fevereiro | "Dark Horse"          | Katy Perry com Juicy J                 | [ 8 ]       |
| 22 de fevereiro | "Say Something"       | A Great Big World e Christina Aguilera | [ 9 ]       |
| 1º de março     | "Dark Horse"          | Katy Perry com Juicy J                 | [ 10 ]      |
| 8 de março      | "Happy"               | Pharrell Williams                      | [ 11 ]      |
| 15 de março     | "Happy"               | Pharrell Williams                      | [ 12 ]      |
| 22 de março     | "Happy"               | Pharrell Williams                      | [ 13 ]      |
| 29 de março     | "Happy"               | Pharrell Williams                      | [ 14 ]      |
| 5 de abril      | "Happy"               | Pharrell Williams                      | [ 15 ]      |
| 12 de abril     | "Happy"               | Pharrell Williams                      | [ 16 ]      |
| 19 de abril     | "Happy"               | Pharrell Williams                      | [ 17 ]      |
| 26 de abril     | "Happy"               | Pharrell Williams                      | [ 18 ]      |
| 3 de maio       | "Happy"               | Pharrell Williams                      | [ 19 ]      |
| 10 de maio      | "Happy"               | Pharrell Williams                      | [ 20 ]      |
| 17 de maio      | "All of Me"           | John Legend                            | [ 21 ]      |
| 24 de maio      | "All of Me"           | John Legend                            | [ 22 ]      |
| 31 de maio      | "All of Me"           | John Legend                            | [ 23 ]      |
| 7 de junho      | "All of Me"           | John Legend                            | [ 24 ]      |
| 14 de junho     | "All of Me"           | John Legend                            | [ 25 ]      |
| 21 de junho     | "Fancy (canção)"      | Iggy Azalea com Charli XCX             | [ 26 ]      |
| 28 de junho     | "Stay with Me"        | Sam Smith                              | [ 27 ]      |
| 5 de julho      | "Stay with Me"        | Sam Smith                              | [ 28 ]      |
| 12 de julho     | "Stay with Me"        | Sam Smith                              | [ 29 ]      |
| 19 de julho     | "Stay with Me"        | Sam Smith                              | [ 30 ]      |
| 26 de julho     | "Stay with Me"        | Sam Smith                              | [ 31 ]      |
| 2 de agosto     | "Stay with Me"        | Sam Smith                              | [ 32 ]      |
| 9 de agosto     | "Stay with Me"        | Sam Smith                              | [ 33 ]      |
| 16 de agosto    | "Am I Wrong"          | Nico & Vinz                            | [ 34 ]      |
| 23 de agosto    | "Maps"                | Maroon 5                               | [ 35 ]      |
| 30 de agosto    | "Maps"                | Maroon 5                               | [ 36 ]      |
| 6 de setembro   | "Shake It Off"        | Taylor Swift                           | [ 37 ]      |
| 13 de setembro  | "Shake It Off"        | Taylor Swift                           | [ 38 ]      |
| 20 de setembro  | "All About That Bass" | Meghan Trainor                         | [ 39 ]      |
| 27 de setembro  | "Shake It Off"        | Taylor Swift                           | [ 40 ]      |
| 4 de outubro    | "All About That Bass" | Meghan Trainor                         | [ 41 ]      |
| 11 de outubro   | "All About That Bass" | Meghan Trainor                         | [ 42 ]      |
| 18 de outubro   | "All About That Bass" | Meghan Trainor                         | [ 43 ]      |
| 25 de outubro   | "All About That Bass" | Meghan Trainor                         | [ 44 ]      |
| 1º de novembro  | "All About That Bass" | Meghan Trainor                         | [ 45 ]      |
| 8 de novembro   | "All About That Bass" | Meghan Trainor                         | [ 46 ]      |
| 15 de novembro  | "All About That Bass" | Meghan Trainor                         | [ 47 ]      |
| 22 de novembro  | "Shake It Off"        | Taylor Swift                           | [ 48 ]      |
| 29 de novembro  | "Blank Space"         | Taylor Swift                           | [ 49 ]      |
| 6 de dezembro   | "Blank Space"         | Taylor Swift                           | [ 50 ]      |
| 13 de dezembro  | "Blank Space"         | Taylor Swift                           | [ 51 ]      |
| 20 de dezembro  | "Blank Space"         | Taylor Swift                           | [ 52 ]      |